# Kalotaszegi templomok

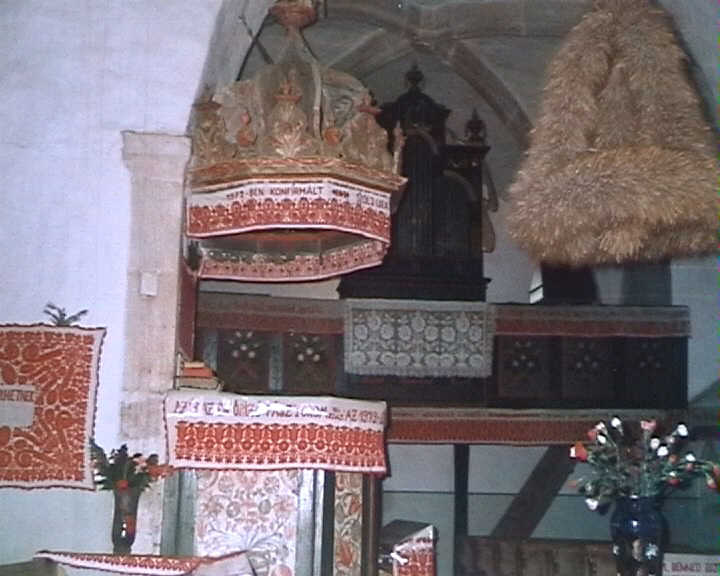
Magyarvistai templombelső

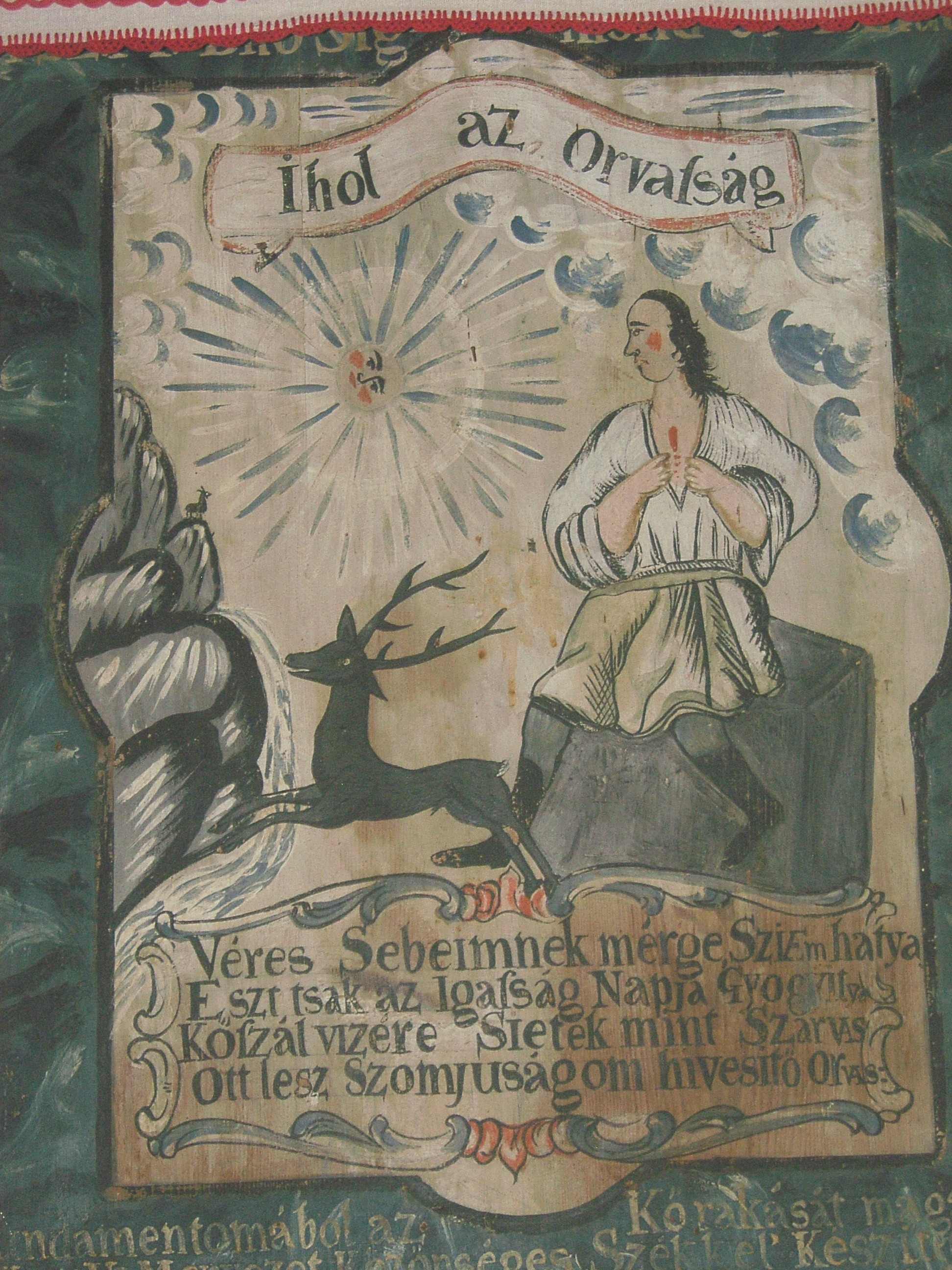
Umling János festett táblája a magyarbikali református templomban

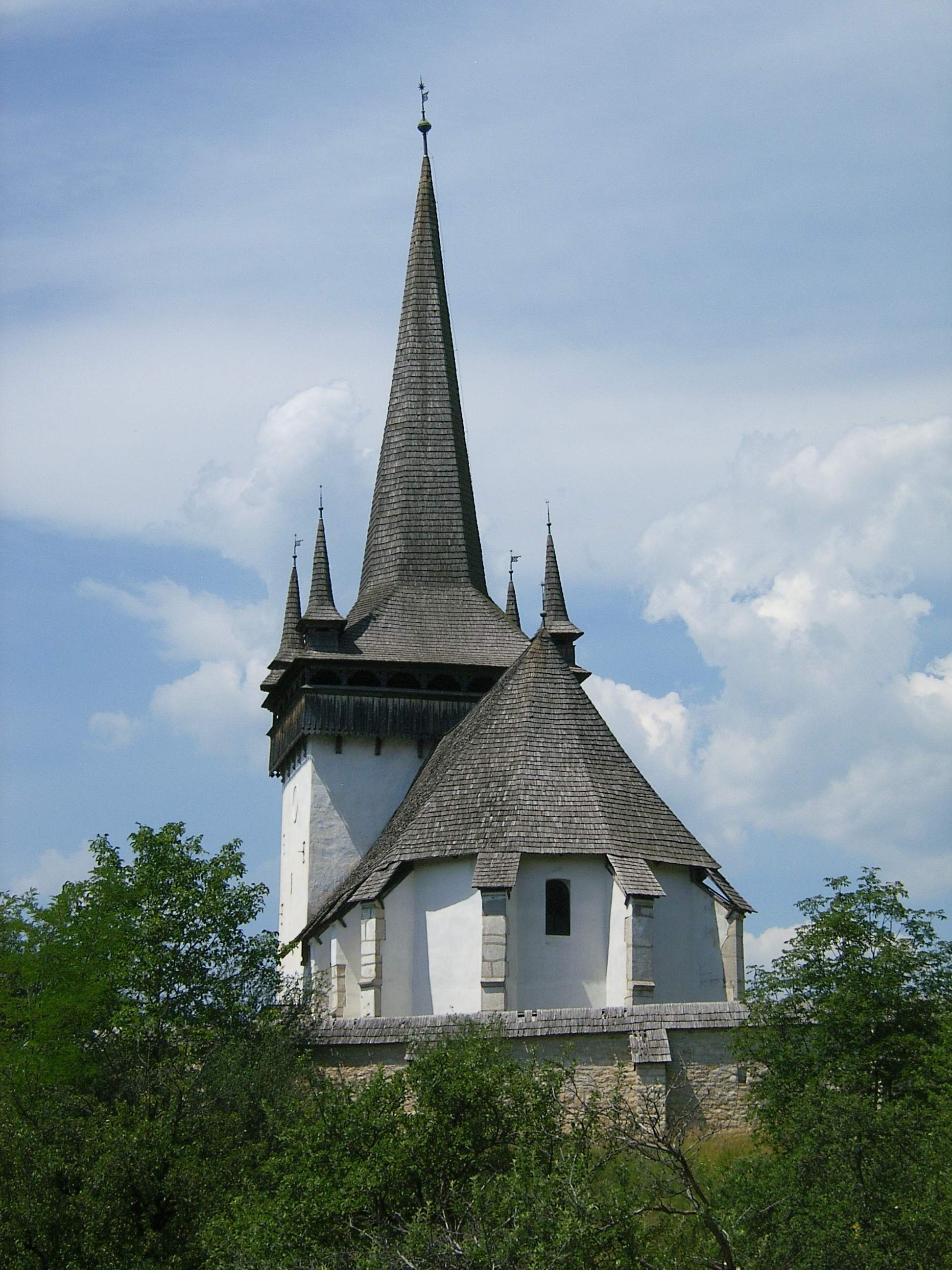
Magyarvalkói templom

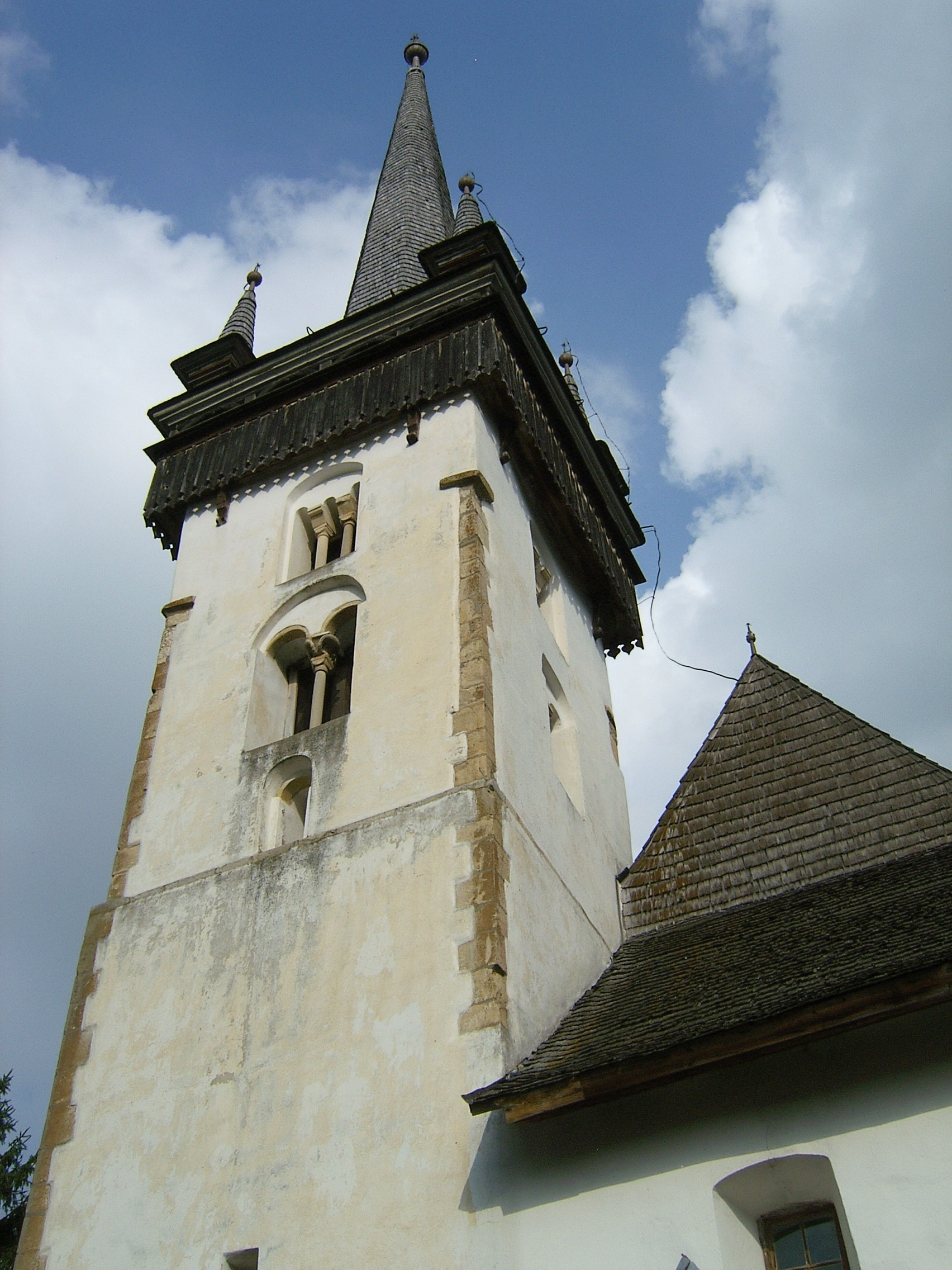
Magyargyerőmonostor

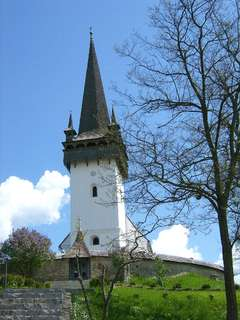
Körösfői templom

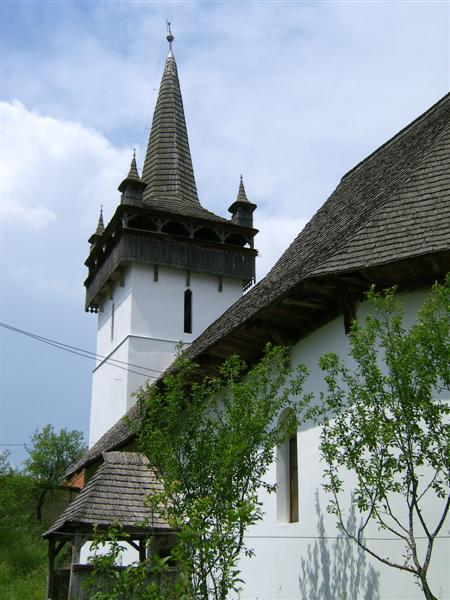
Kalotadámos

Kalotaszeg templomai közé többségében református templomok tartoznak, amelyek szinte kivétel nélkül középkori építésű, főleg gótikus stílusú műemléképületek. Kalotaszeg a templomépítészet szempontjából az egyik legegységesebb arculatú magyar tájegység. A templomokhoz jellemzően négy fiatornyos torony tartozik. A templomok belsejét igen gazdagon díszített. Jellemző a 17-18. századi festett fakazettás mennyezet. A templomokban gyakran találunk díszesen faragott festett szószéket. A templommennyezet közepéről függő lámpát gallyakkal, virágfüzérekkel díszítik. A templomok kincsei közé tartoznak a régi kalotaszegi varrottasok.

## Kalotaszeg magyar templomai
Kalotaszeg népe csekély kivétellel református. A reformáció idején többnyire a katolikus templomokat alakították át, és a később épült templomaikon is részben megmaradt a régi katolikus építkezés stílusa. A gótikus külsőn általában alig változtattak. A legtöbb templomnál a tornyot eredetileg fából készült harangláb helyettesítette. Ennek sajátos építési módja volt: a favázon fölül, ahol a harangok lógtak, a harangkamarát deszkapárkány vette körül, a deszkák hosszukban álltak és alsó végük szintén ki volt csipkézve; a legalább egy méter magas párkány négy szegletéből egy-egy oszlop nyúlik ki s a négy oszlopon nyugszik a harangláb kúpja, amely szélesen indulva, elkeskenyedik; a kúp zsindelyeit szintén kicsipkézte a nép. Ezt az építési módot követték később ott is, ahol a haranglábat lebontották s kőtornyot ragasztottak a templomhoz; a toronygúla négy szegletébe négy tornyocskát emeltek, amint a nép mondja, a négy evangélista, Máté, Márkus, Lukács és János tiszteletére. A torony csúcsát a református szokásnak megfelelően gomb, kakas vagy egy kis vaszászló díszíti, a zászlón az építés kivágott évszámával.
A templomok belsejét is igen gazdagon díszítették.
A díszítések között legérdekesebbek a festmények. A templommennyezet fakazettákra (kockákra) van osztva. Minden kazettán önálló festett kép található. E képeket négy csoportba oszthatjuk: mértani díszítések, növénymotívumok, állatábrázolások (többször az állat nevével, valamint naiv bibliai jelenetek. Az első két csoportból kerül ki a mennyezetdíszítések többsége. A templombelsők népies festészete a 17-18. században virágzott, a kalotaszegi festőasztalosok munkásságának köszönhetően. A templommennyezetek nagy részét a 18. században festették a szász származású Umlingok – apa és fia.
A templommennyezet közepéről függő lámpát gallyakkal, virágfüzérekkel díszítik. A búza elsőtermésű kalászaiból koszorút fonnak s a lámpára akasztják, amelyet a gabonaáldás elmondása után, ott hagynak a következő év első terméséig. A szószék alatt áll az Úrasztala, amely általában kerek és négy lába egy közös szárban fut össze. Az asztallapon egy belső és egy külső kör van. Az előbbi kis távolságban az asztal közepétől az ajándékozó nevével s az ajándékozás dátumával, az utóbbi pedig az asztal pereméhez közel, valamely zsoltári vagy bibliai mondással.
A szószék párkányát kifaragták, oldallapjait kifestették, tetejére gyakran főnixmadarat helyeztek. A szószéket síkfaragásos párkány övezi, amelyre tulipánt, rozmaringlevelet, rózsát, szegfűt és a szőlőfürtöt festettek.
A templomok kincsei közé tartoznak a régi kalotaszegi varrottasok.

### Felszeg

#### Magyarvalkói templom

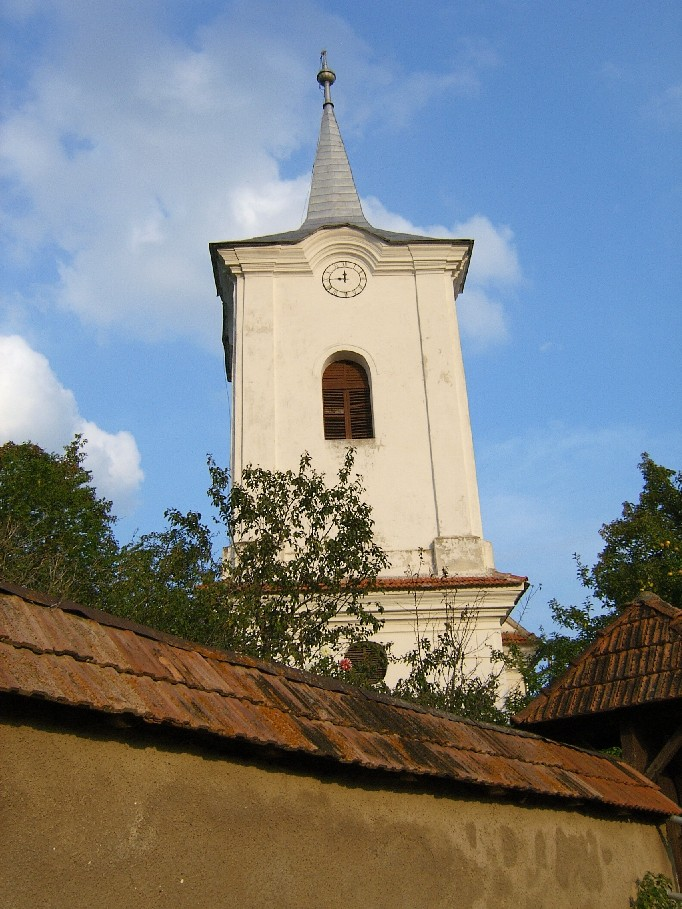
Jákótelke

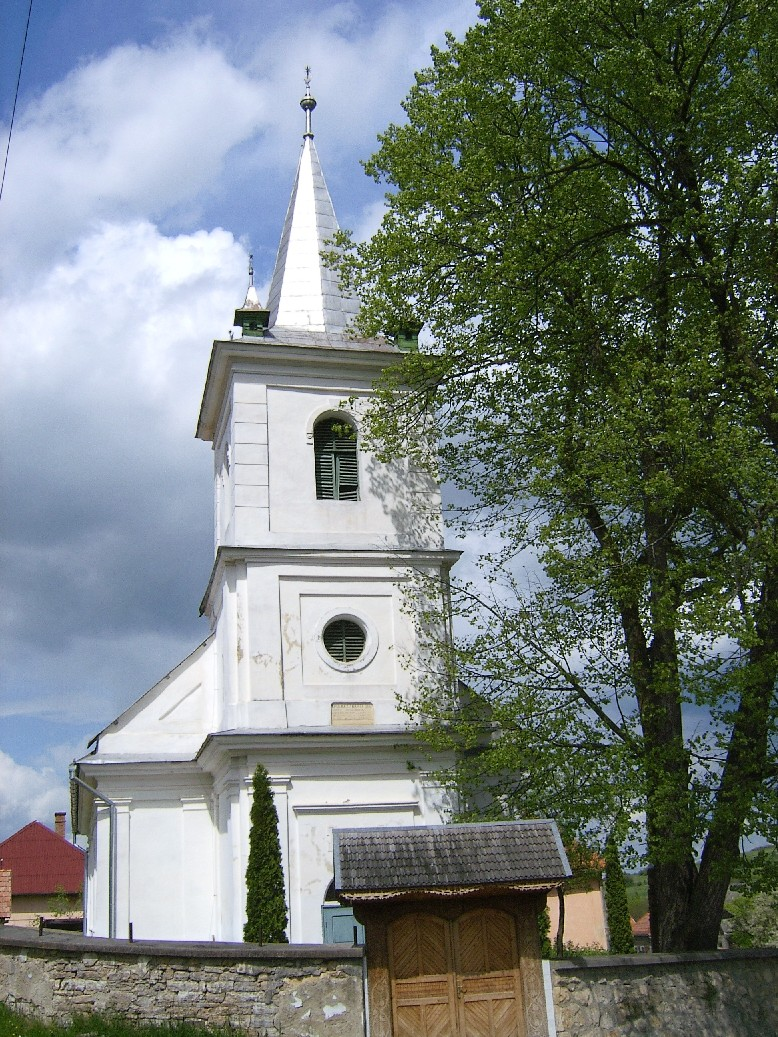
Nyárszó

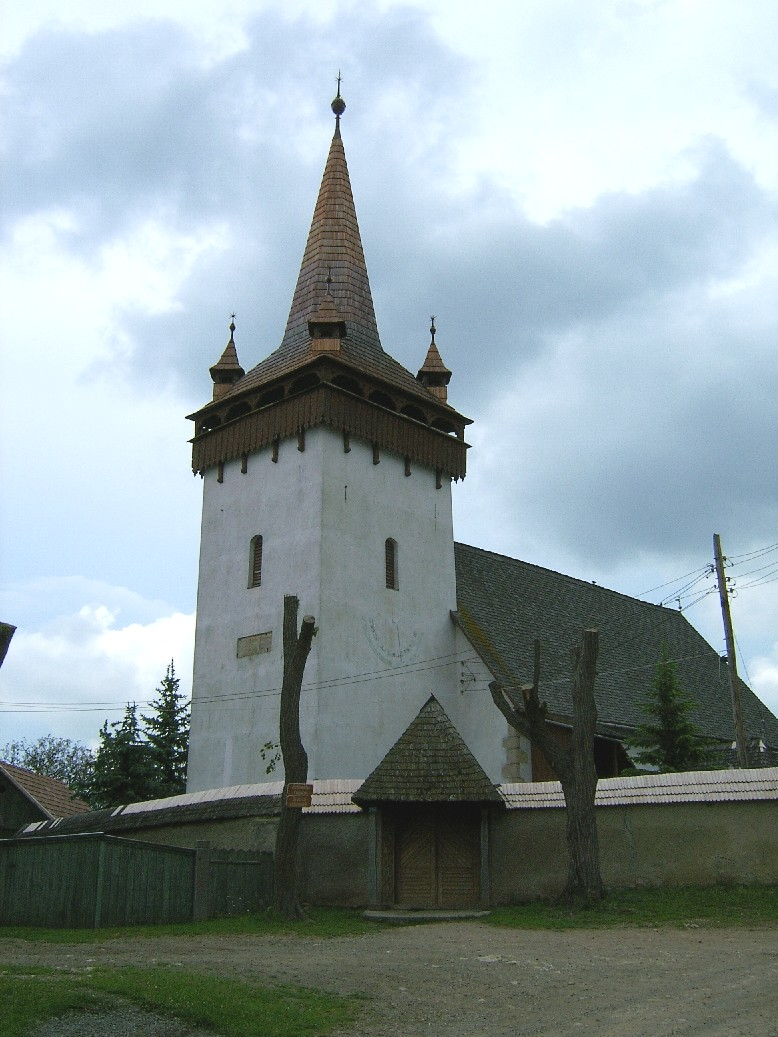
Kalotaszentkirályi templom

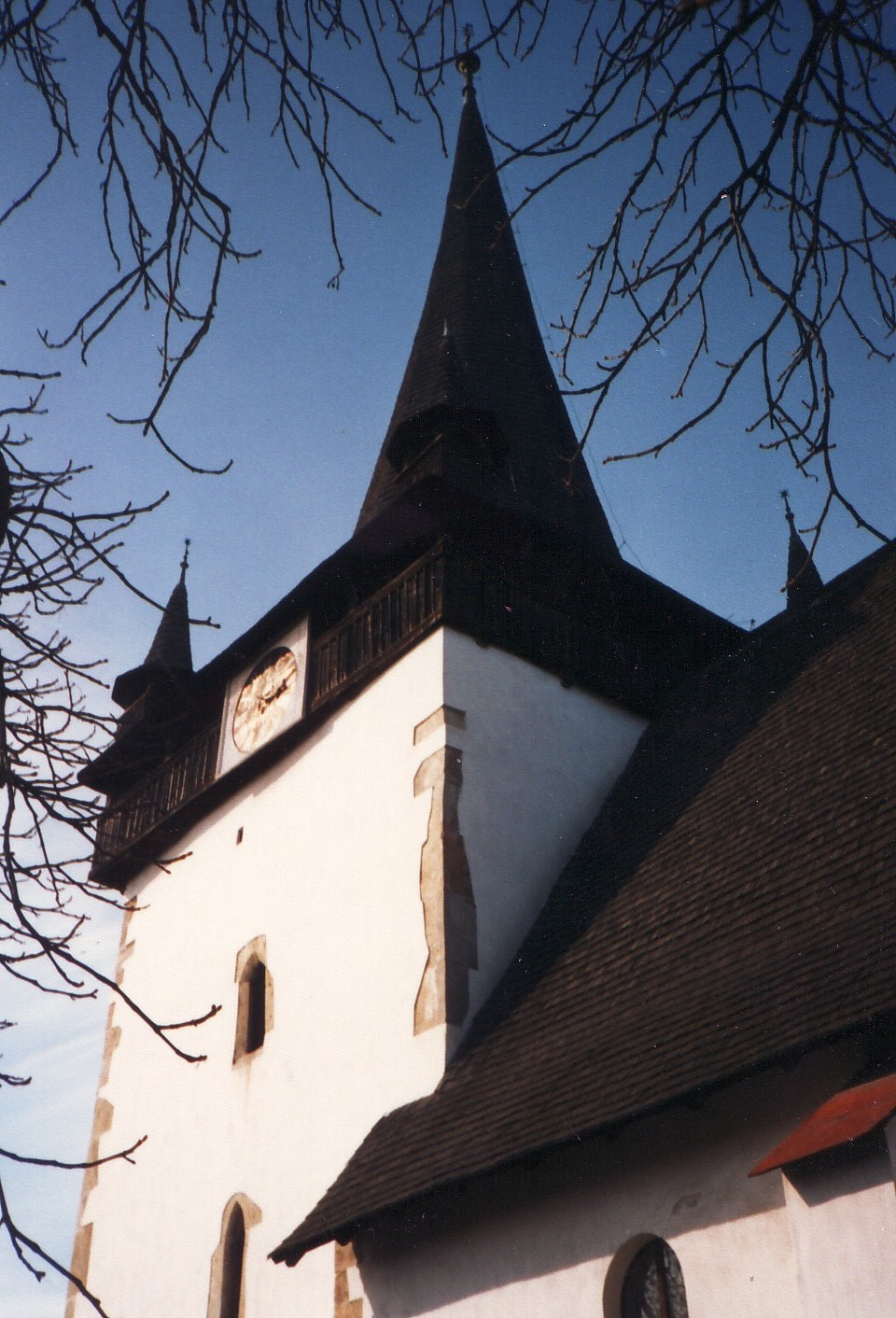
Bánffyhunyad

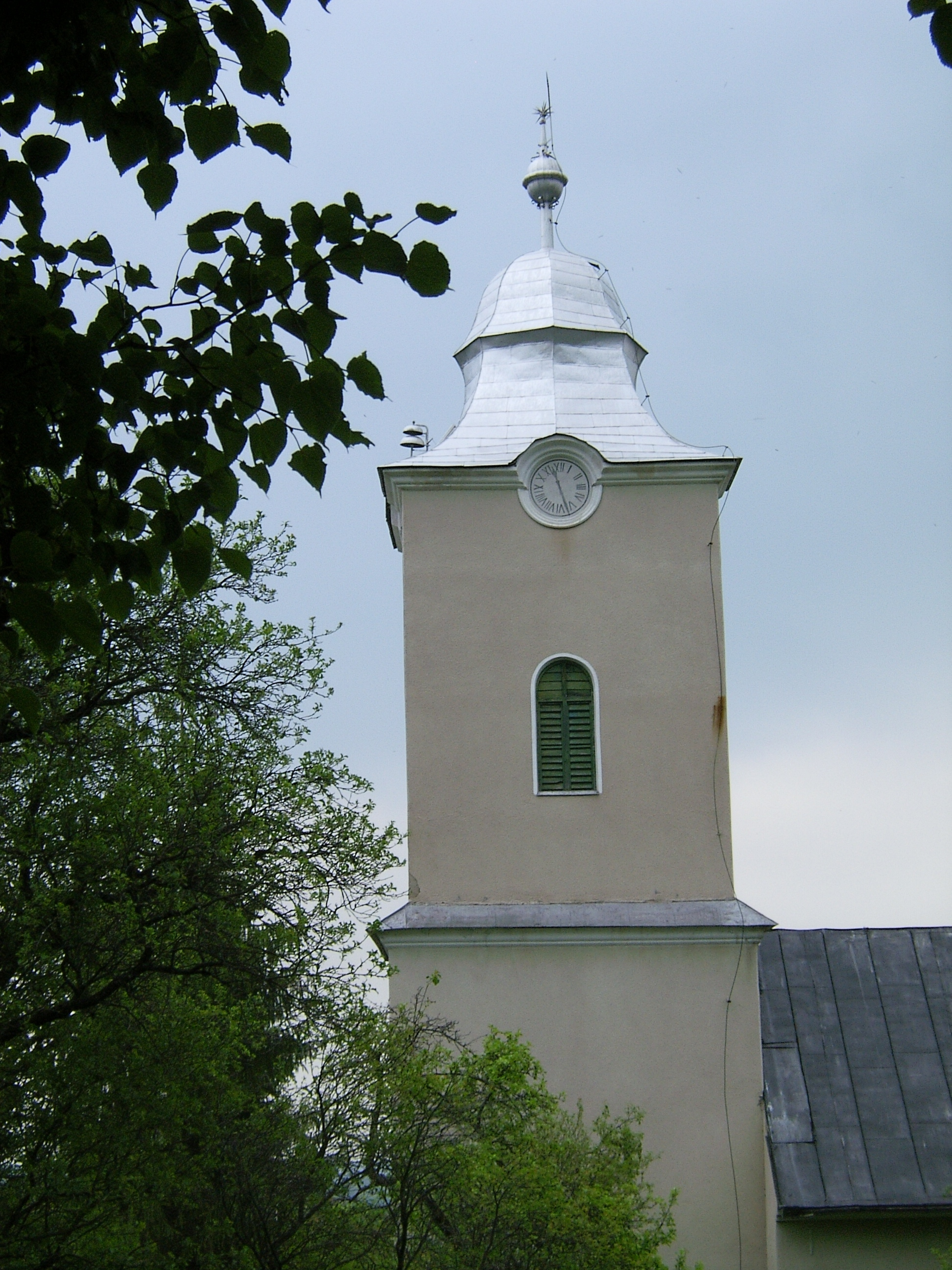
Magyarókereke

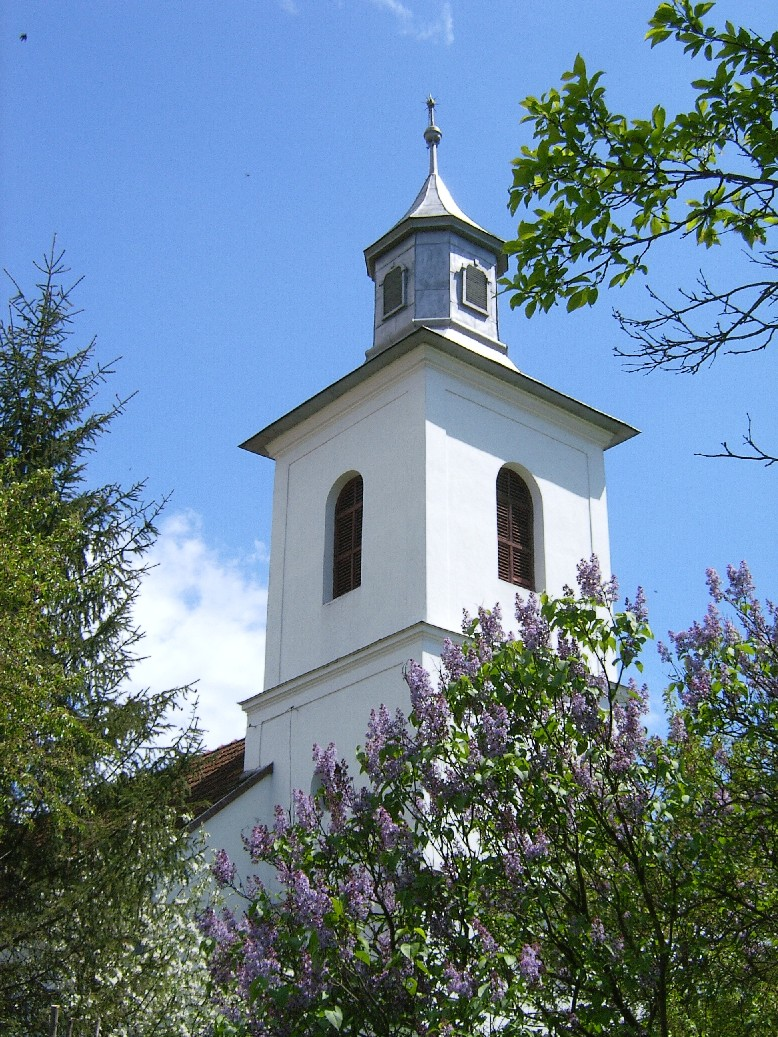
Sárvásár

A Magyarvalkó feletti dombon a ferences rendi barátok alapítottak templomot 1261-ben. A román építészeti stílus jegyeit viselő kis kápolnát 1452-ben bővítették ki a gótikus stílusú, támpilléres, sokszögű szentéllyel. Festett kazettás mennyezete van.

#### Magyargyerőmonostori templom
Kalotaszeg legrégebbi temploma. A ma is látható templomot közvetlenül a tatárjárás után kezdték építeni a Gyerőffy család adományából. 1330-tól önálló plébánia lett, és így is működött egészen a reformáció 16. századi térhódításáig.
A korábbi templom helyére 1442-ben új hajót és szentélyt építettek gótikus stílusban.

#### Körösfői templom
Református templom festett kazettás mennyezettel. A karcsú, négy fiatornyos, fatornácos tornyú körösfői templom a falu feletti dombtetőre épült, a korabeli építkezési szokásoknak megfelelően nyugat–keleti tájolású, keleti oldalon elhelyezkedő szentéllyel.
A középkori templom a 17. századi török-tatár dúlások során megsemmisült, majd később az 1690-es években építették újjá.

#### Kalotadámosi templom
Fazsindelyes református templom festett kazettás mennyezettel és festett szószékkel. Építési idejére nincsenek pontos adatok, a 13-14. században épülhetett.
Gótikus kori építésére utal néhány máig megmarad stílusforma, a nyolcszög három oldalával záródó szentély, a fali szentségfülke, a torony alatti nyugati kapu.

#### Jákótelki templom
A kalotaszegi Jákótelke református temploma a 15. században épült gótikus stílusban. A nyugati épületrészt 1685-ben átépítették.

#### Nyárszói templom
Középkori templomáról nincs adat.
1729-ben épült templomát 1885-ben építették át.

#### Kalotaszentkirályi templom
A református templom a 13. században épült csúcsíves stílusban, bár egyes feltételezések szerint már a 12. században is állt. Az 1848–49-es forradalom és szabadságharc idején a hegyekből lezúduló havasiak mindkét települést porig égették és a tűzvész idején leégett a templom is. 1850-ben készült el az új templom.

#### Bánffyhunyadi templom
A templomot feltehetően a 13. században építették. A mai templom helyén 1200 körül épült kisebb templom állt, melyet 1307-ben kibővítettek. Az új templomot Szent Erzsébet tiszteletére szentelték fel. Jelenlegi tornyát 1411-ben, a hajónál magasabb, sokszögzáródású, támpillérekkel erősített, hatalmas ablakokkal megvilágított szentélyét 1483-ban emelték, késő gótikus stílusban.

#### Magyarókereki templom
Temploma 1273-ban épült. A templomot a reformátusok a 16. században újjáépítették, azonban 1661-ben a tatárjárása alatt a faluval együtt megsemmisült. A hívek adományából 1728-ban épült fel az új templom, melyet 1746-ban újítottak fel.

#### Sárvásári templom
Jelenlegi református temploma a középkorban épült templom helyén áll, bár nem egészen pontosan ugyanott. A torony északi falában egy feketére festett római kori faragott dombormű került beépítésre. A templomban látható a régi templomból átmentett festett kazetta töredéke.

### Alszeg

#### Magyarbikali templom

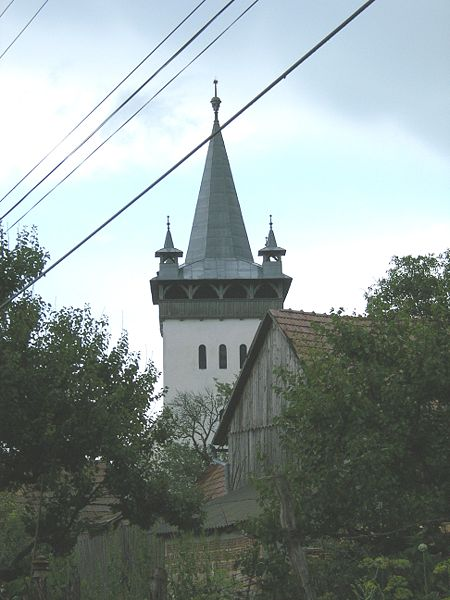
Magyarbikal

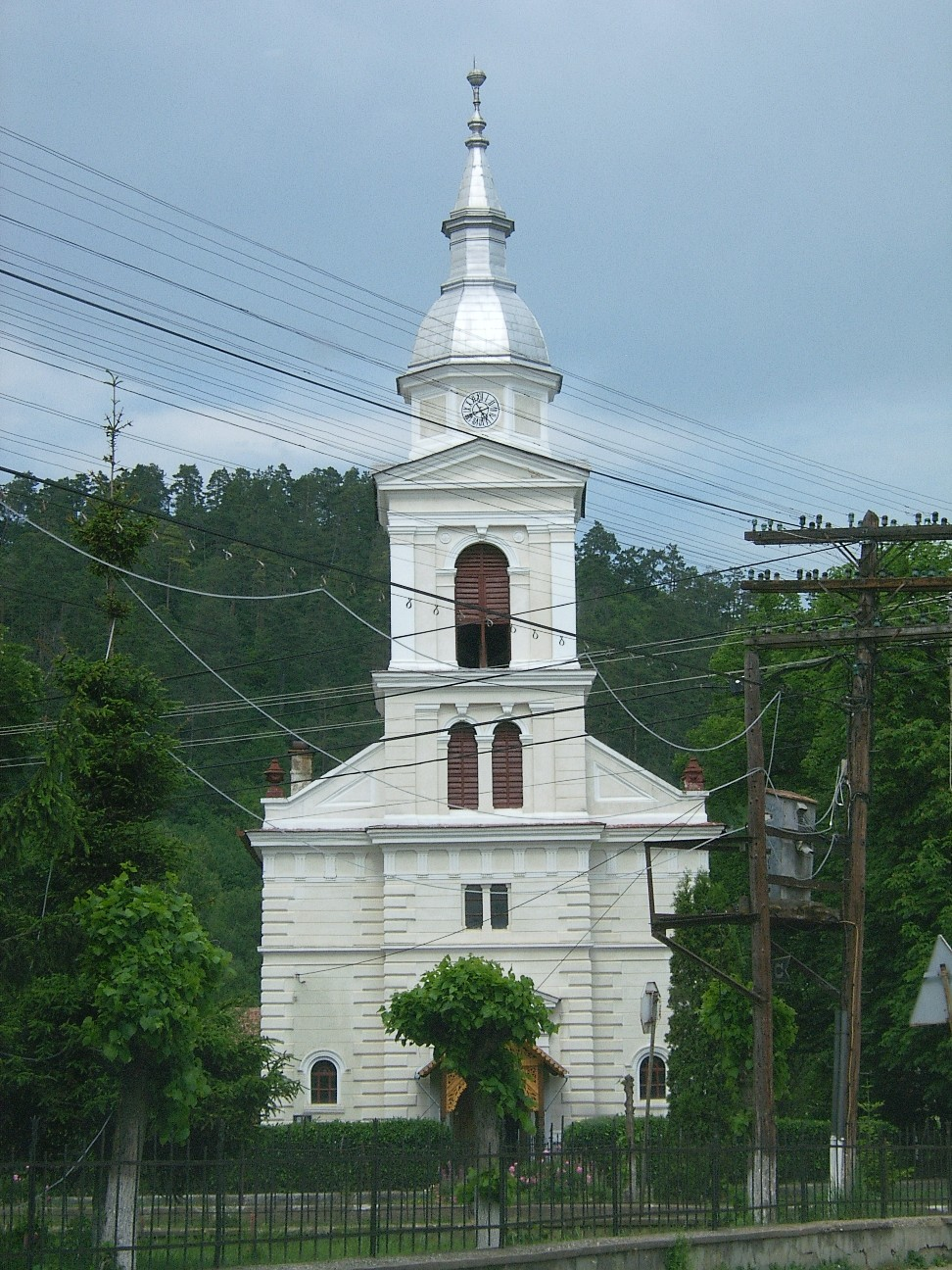
Váralmás

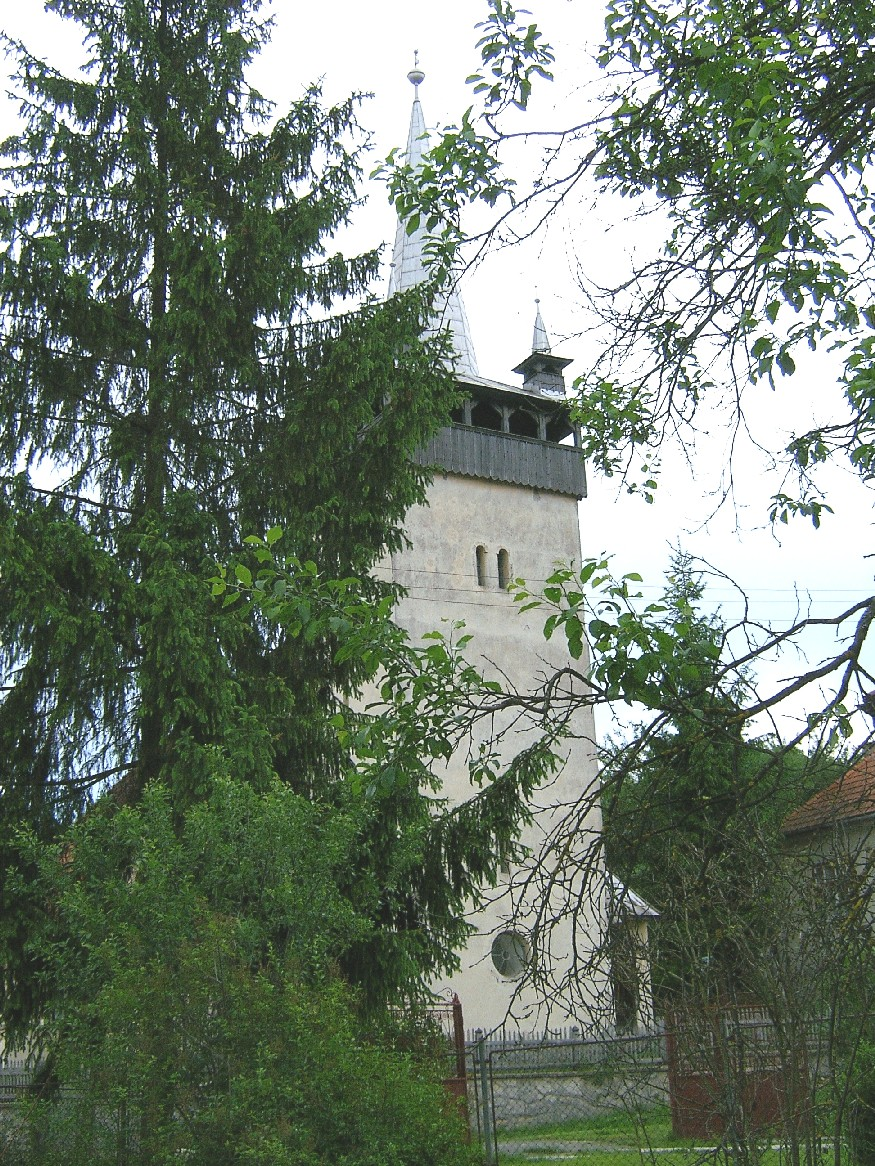
Ketesd

Református templom festett kazettás mennyezettel. 1400. december 6-án kelt az a pápai engedély, amelyben IX. Bonifác pápa jóváhagyja Tamásfalvi Gergely kérését és engedélyezi számára egy templom építését. A Szent Lénárd tiszteletére emelt gótikus templom 1402-re épült fel.

#### Váralmási templom
Váralmásnak már a középkorban is volt plébániatemploma, 1335-ből Pál plébánosa is ismeretes.
A 17. századi török-tatár hadjáratok idején az egész Almás-völgy elpusztul. Ekkor pusztulhatott el a plébániatemplom és a bencés kolostor is, amelynek a reformáció után amúgy sem volt lakója. A pusztításai után egyháza újraéledt és a 18. században már református anyaegyház, új templommal.

#### Középlaki templom
Új építésű református temploma a dombtetőn áll. A régi templomot és annak fatornyát 1905-1906-ban lebontották. Beépítették azonban a régi templom gótikus kapuzatát, melyet 1991-ben felújítottak.

#### Ketesdi templom
Mai református templomát Kós Károly tervei alapján, 1937 és 1941 között építették. A templom mennyezetére visszahelyezték középkori temploma 1692-ben, Gyalui Asztalos János által készített festett kazettás mennyezetének 21 kazettáját. Kis harangja 1766-ból, míg szószékének koronája 1798-ból származik. Énekmutató táblája 1860-ban, szószéke 1892-ben készült. A cinterem kapuját a ketesdi Kis Lőrinc mester készítette.

#### Zsoboki templom
A falut pusztító tűzvészek miatt ma is látható templomát 1908-ban építették újra és akkor nyerte mai formáját, majd 1992-ben restaurálták, azóta mennyezetét újonnan faragott fakazetták díszítik.

#### Sztánai templom
Középkori elemeket tartalmazó református templomának első ismert átépítése 1640-ben történt. 1836–1838 között bővítették, átalakították. Tornya 1876-ból való. A 18. század elején készített, 42 kazettából álló mennyezete, ami jelenleg a nyugati részen található, másodlagosan felrakva, részben átfestve, Gyalui Asztalos János alkotása. A 18. század második felében Umling Lőrinc műhelye tevékenykedett a templomban, 1767-ben papi széket, 1777-ben szószékkoronát festve.

#### Farnasi templom
Mai temploma valószínűleg a tatárjáráskor (1241) lerombolt Almásmonostor várának köveiből épült a 15. században, gótikus stílusban. Az 1703-1711-es Rákóczi-szabadságharcban megrongálódott épületet csak 1750-ben hozták helyre.
Ajtókereteit reneszánsz faragványok díszítik. A templomhajó és a nyolcszögletű szentély mennyezetét Gyalui Asztalos János és Umling Lőrinc festett fakazettái (kétfejű sas, pelikán, nap, bűnbeesés) díszítik, festett szószékét ugyancsak Umling készítette 1750-ben. A falba épített, 1510-ből való sírkő a Mátyás király elleni felkelés egyik vezéralakjának, Franasi Veress Jánosnak állít emléket. A templom melletti harangláb két harangja közül a nagyobbik 1745-ből való.

#### Kispetri templom
Tűzvész pusztította középkori templomának helyén az 1700-as években emeltek új templomot, melyet 1903-ban átépítettek. Umling Lőrinc által 1745-ben festett mennyezeti kazettáit, valamint szószékét (1715) és úrasztalát (1698) Budapesten, a Néprajzi Múzeumban őrzik. Két harangja közül a kisebbiket Tamásfalvy Krisztina grófnő ajándékozta a gyülekezetnek, 1712-ben.

#### Nagypetri templom
Református temploma a 13. században épült. Román stílus jegyek (félköríves résablakok, szentély) mellett gótikus jegyeket is mutat az épület (támpillérek). 18. századi harangtornya zsindellyel fedett. Templom kaput 1855-ben faragták. Mára rossz állapotúvá lett festett kazettás mennyezete Zilahi Asztalos János munkája 1713-ból. Restaurálás során megállípították, hogy 1779-ben a templomot kelet felé bővítették. A bővült templom kazettás mennyezetét Umling Lőrinc festette, akár csak a karzatot, szószékkoronát és a papiszéket 1770-ben.

#### Bábonyi templom
A 18. században épült fatemploma tűzvész áldozata lett. Ma látható templomát és a hozzá tartozó iskolát Kós Károly tervei alapján 1935-ben építették. Az építkezéskor felhasználták a régi templom épségben maradt festett mennyezeti kazettáit és a festett karzatmellvédet, melyet Kolozsváron élő Kövendi Asztalos János készített, 1763-ban.

### Nádasmente

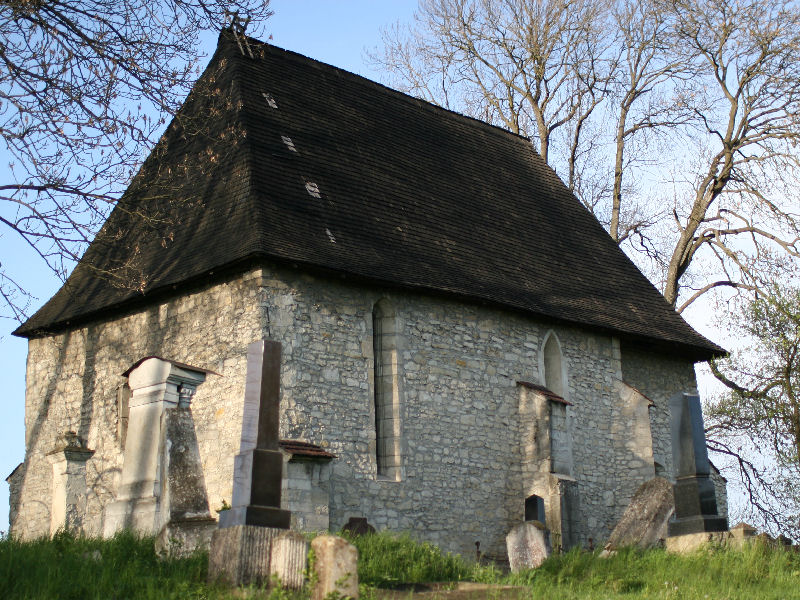
Bogártelke

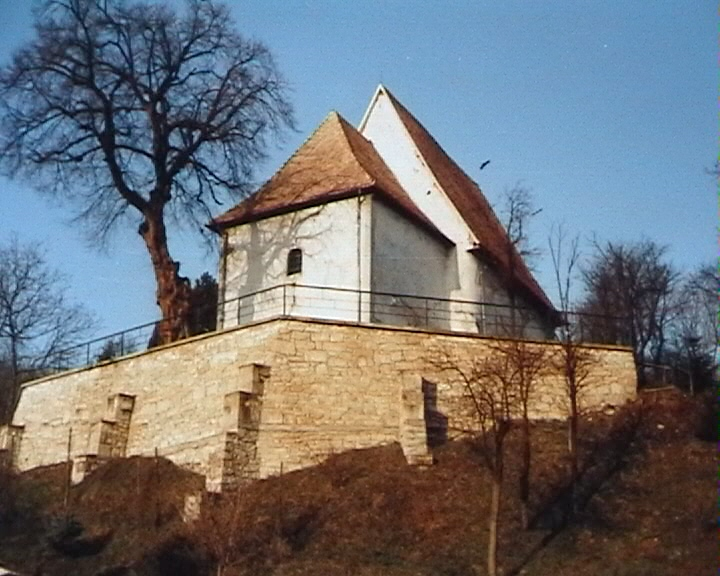
Magyarvista

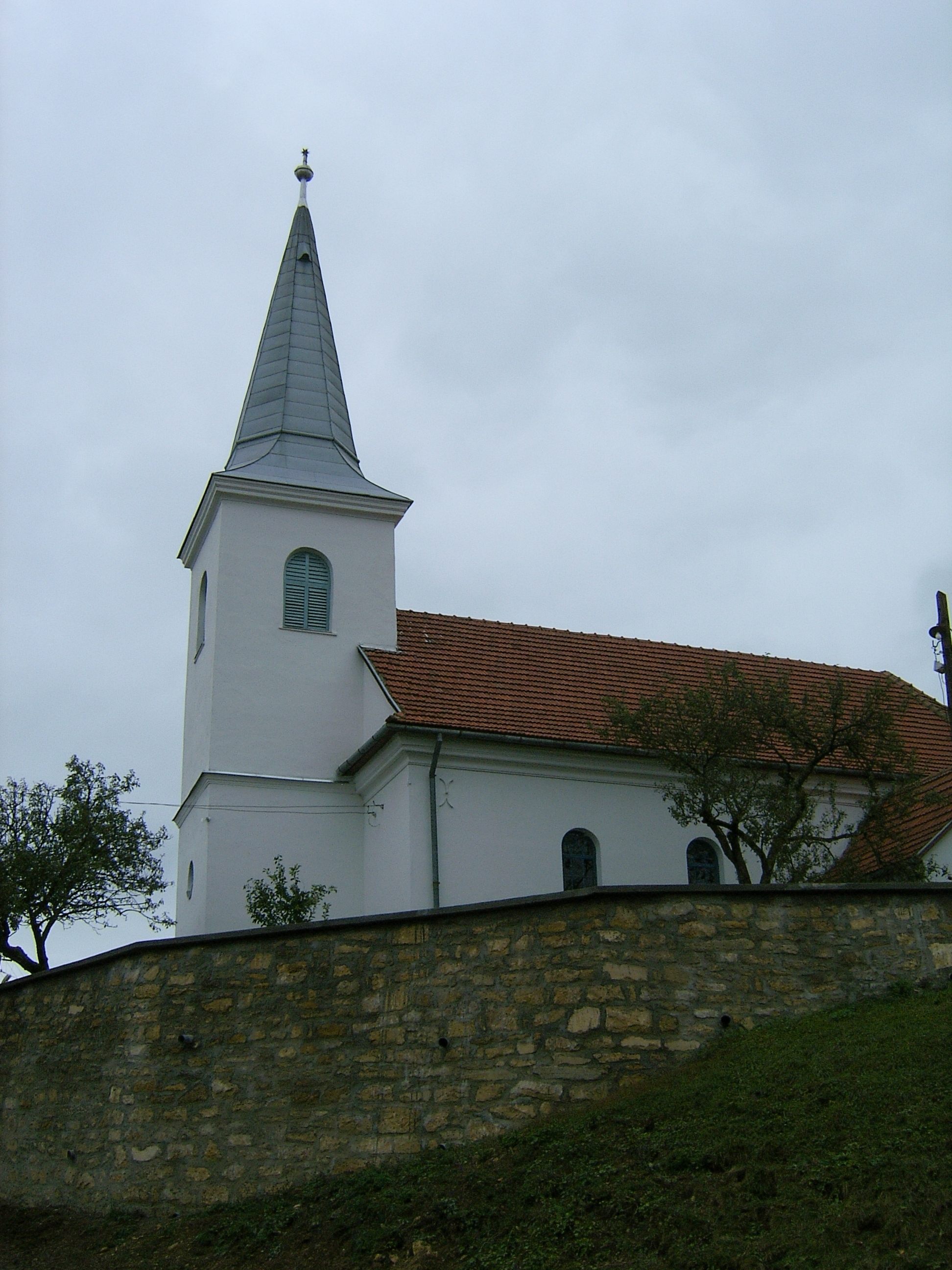
Gyerővásárhely

#### Egeresi templom
Mai gótikus temploma az 1400-as években épült egy 13. századi román stílusú templom romjain, melynek emlékét ma is őrzi a bejárat feletti kőből faragott ablak és a templomajtó nyugati falában található ajtómaradvány. A 17. századi szentélyben található az 1616-ban fiatalon elhunyt Bocskay Gábor síremléke.

#### Kajántói templom
Katolikus temploma a 12. század végén – 13. század elején épült. A szentély boltozata, a sekrestye ajtaja és a papi fülke a 14. századból származnak. Bencések birtokában volt 1427 előttől – 1566-ig. A lakosság a 16. században unitárius, majd református lett és ők használták a templomot is. 1586-ban elűzték a Báthory István fejedelem által betelepített jezsuitákat, és ismét a reformátusoké lett a templom 1769-ig. 1779-től napjainkig a kolozsvári ferencesek és világi papok irányítják az egyházközösség életét. 1780-ban szentelték fel Mindenszentek tiszteletére. A szentély különös értéke az oszlopos, hármas ívű, gótikus oszlopfülke.
Református temploma 1887-ben épült.

#### Kisbácsi templom
1417-ben Szent Ágnes tiszteletére szentelték templomát, melyet barokk stílusban átalakítottak. 1580-tól a jezsuiták birtokába került.

#### Magyarzsombori templom
15. században épült román stílusú templomát 1770-es évek elején átépítették. Szentélyének tartópillérébe az 1759-ben elhunyt Szilágyi Jakab sírfeliratát vésték. Faragott szószéke Sipos Dávid munkája. Kőkockáin és 1759-ben készült kazettás mennyezetének megmaradt részein a Sombory család címere látható. Karzatát Umling Lőrinc festette a 18. század második felében. 1736-ból és 1742-ből származó ereklyéit a Sombory és a Valkai család ajándékozta az egyháznak.
Fazsindelyes haranglába 1771-ben készült.

#### Inaktelki templom
Templomát 1867-ben kezdik építeni. Az eredeti templomból megmaradt 15. századi gótikus stílusú keresztelőmedence a 21 méter magas torony aljában látható.
Két harangja közül az egyik 1813-ban, a másik – Mátyás király emlékére – 1493-ban készült. A Kézdivásárhelyen készült orgona Kelemen István műve 1891-ből. Úrasztalát körösfői mesterek faragták 1935-ben.

#### Nádasdaróci templom
A katolikusból reformátussá lett templom északi falán freskómaradvány két álló férfi között térdelő női alakot és egy csukott szárnyú angyalt ábrázol.
A szentélyt három gótikus ablak világítja meg. A déli kapu kerete is ebben a stílusban készült.
Egy 1606-os jegyzőkönyv a templom két harangját is említi. A szószék 1680-ból származik.
A templom padjainak virágos motívumait 1687 és 1710 között készítette Balási András, daróci módos jobbágy.
Az épület 1750-es évek beli rekonstrukciója alkalmával keresztbordás mennyezetét kazettással helyettesítették, melyet Umling Lőrinc készített.

#### Bogártelki templom
Temploma 1509-ben épült gótikus stílusban, Szent László tiszteletére, a falu birtokosa Bojár János által. A katolikusok visszakapták egykori templomukat, melyet 1741-től 45 éven át használtak is, amíg II. József vissza nem ítélte a reformátusoknak.
A 79 festett táblából álló mennyezet készítőjének neve és készítésének ideje nem maradt fenn, de a feltételezések szerint Umling Lőrinc és Simon György munkája 1794-ből.

#### Mákófalvai templom
A 14. században épült és a 18. században bővített templomát 1864-ben újjáépítették. A kőfalban található a régi templom falának maradványa 1712-es évszámmal és az építtető Magyari nevével. Egyik harangja a 14. századból, másik 1778-ból való.

#### Türei templom
A templom alapjait 1587-ben rakták le, majd az idők folyamán többször is átépítették. A jelenlegi mennyezetkazetták festését Kovács Ferenc és János készítették 1935-ben. A faragással díszített kő szószéket Kidei Sipos Dávid faragta 1747-ben.

#### Magyarvistai templom
Református templom festett kazettás mennyezettel. A templom eredeti román kori részei – a négyszögű szentély alaprajza, a félköríves diadalív, a befalazott sekrestyetartó, a nyugati félköríves, levéldíszes-szőlőfürtös kapu és a nyugati homlokzaton a rozettás körablak – a 13. század második feléből maradtak fenn.

#### Mérai templom
Református templom (Eredetileg római katolikus) temploma a 13. század végén épült, melyet később többször újjáépítettek. Valószínű, hogy Szent Miklós tiszteletére szentelték fel.)1847-ben a templom a toronnyal és a paplakkal együtt leégett és csal 1857-ben épült fel újra.

#### Szucsági templom
13. századi, mára átalakított, bádogozott, barokkos süvegű temploma a dombtetőn áll. Kapuja Árpád-kori eredetű. A színpompás mennyezeti díszítéseket Umling Lőrinc készítette, 1749-ben. A padelőlapok festése Asztalos Boka János nevéhez köthető. A templomban faragott kőemlékek láthatók (reneszánsz sírkő Süveges mester alkotása, geometrikus díszítésű szentségtartó fülke).

#### Jegenyei templom
Az 1236-ban épült templomot Szent Mihály arkangyal tiszteletére szentelték. Középkori tiszta katolikus lakossága a reformáció idején csak részben lesz református. Majd a reformátussá lett templomot a katolikus hívek 1615-ben Bethlen Gábortól visszakapják. Véglegesen 1710-től lesz katolikus plébánia, 1722-től plébánosa van, 1773-tól pedig a kolozsvári jezsuiták birtokába kerül. A templomot 1782-ben újítják. A mai templom 1866-ban épült.

#### Gyerővásárhelyi templom
Eredeti templomát a Gyerőffy család építtette 1330-ban. A középkori templom romjain, a régi kőfal részeinek felhasználásával, 1831-ben Balázs András lelkész idején épült a jelenleg is látható templom. A régi templomból való a 16. századi Gyerőffy-címeres sírkő és a festett mennyezet (1752).

### Kapus-vidék és Átmeneti-vidék

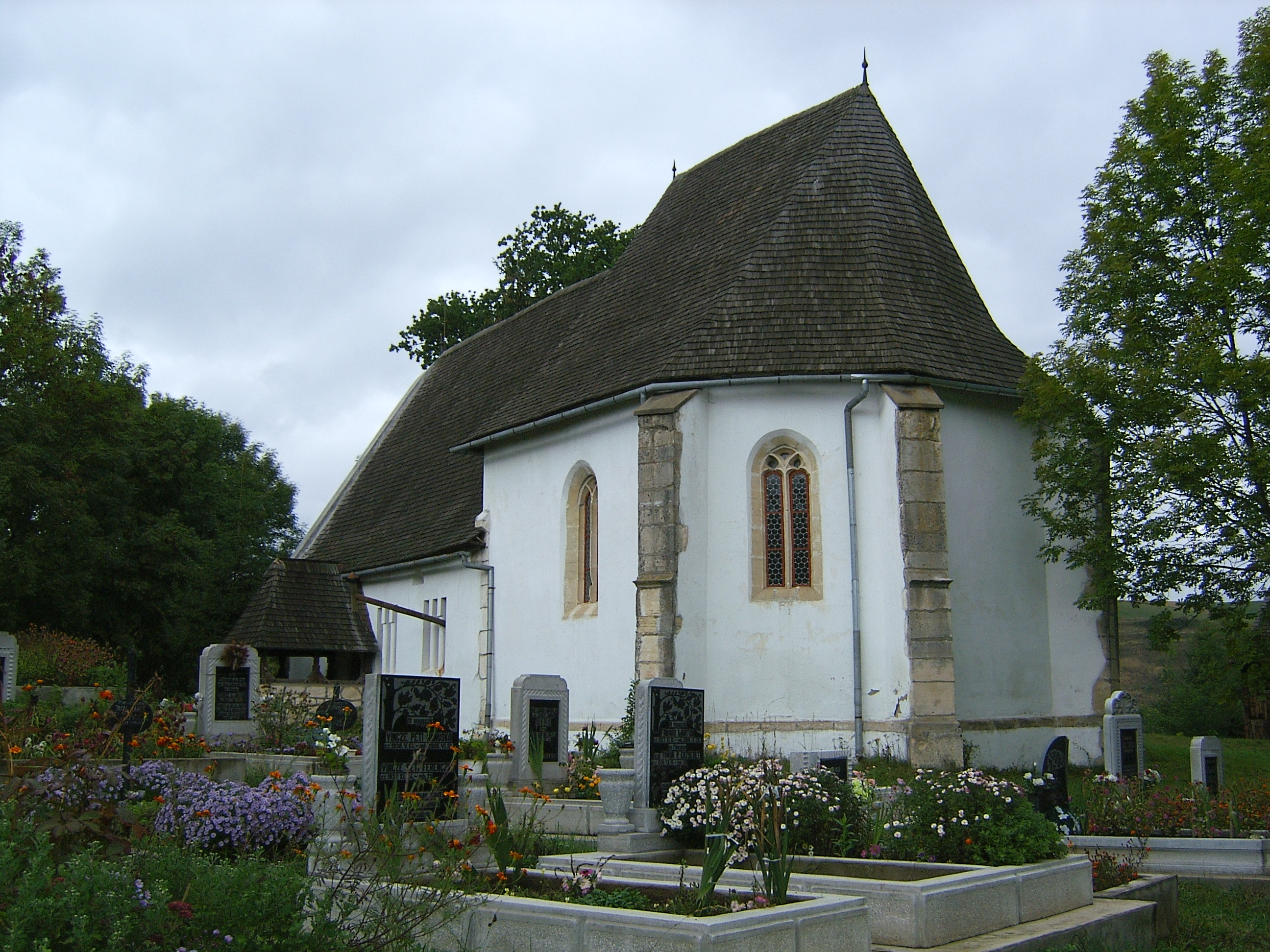
Magyarkiskapus

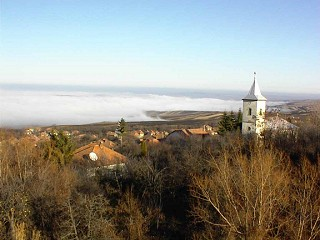
Györgyfalva

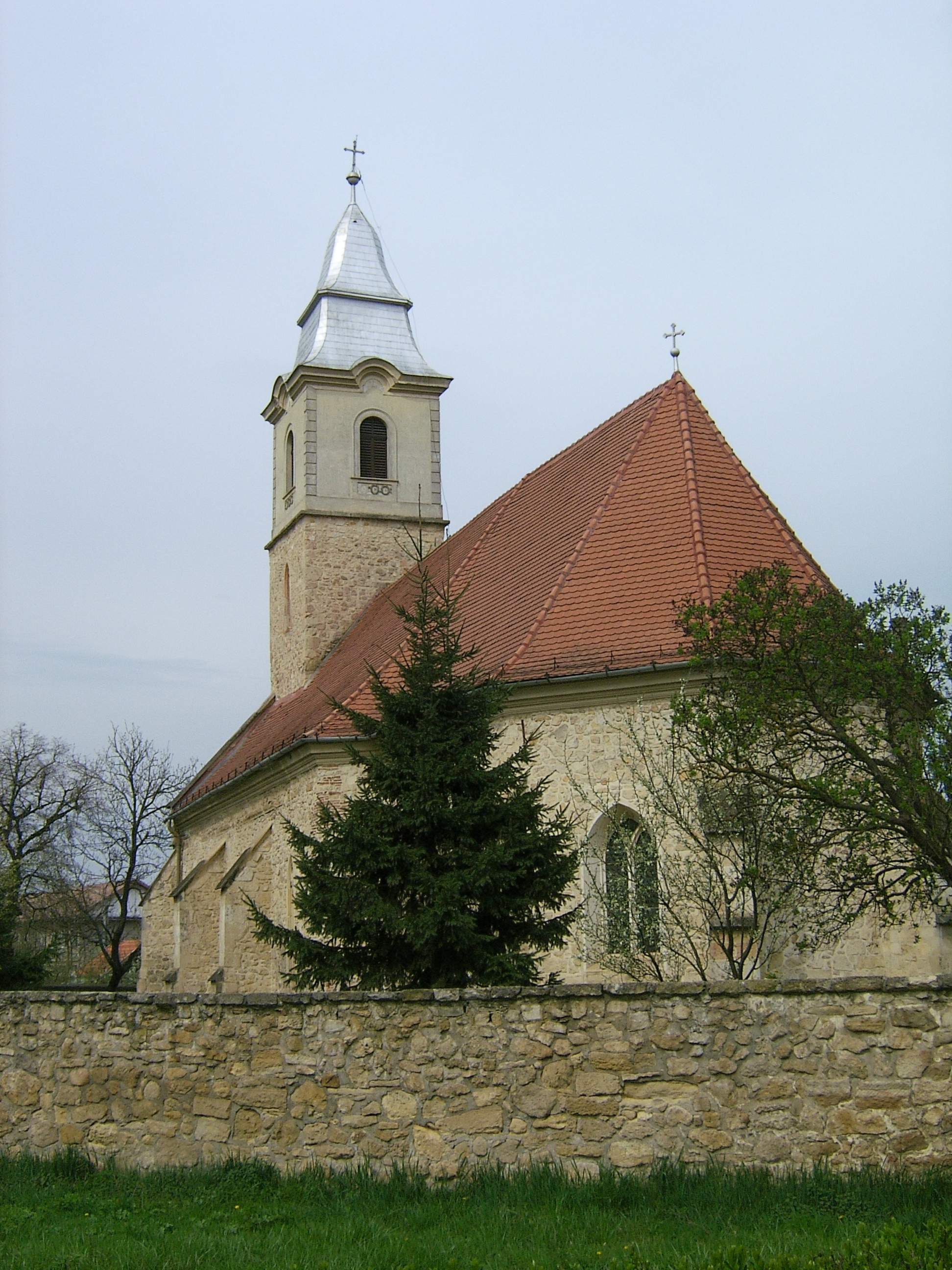
Szászfenes

#### Magyarkapusi templom
A református templom a 13. században épült. Ebből a régi épületből csak egy faragott boltív maradt meg a bejárat felett. 1742-1759 között felújították és festett famennyezetet kapott. 1844-1845-ben teljesen átépítették, elbontották a középkori szentélyt és tornyot építettek hozzá.

#### Magyarkiskapusi templom
A református templom a 13. században épült, később gótikus stílusban alakították át. Kazettás mennyezete az 1740-es években készült. Mai formáját az 1931-es felújításkor nyerte el.

#### Gyalui templom
Református templomát a középkorban megsemmisült templom romjain a 17. században építették fel, majd 1726-ban és 1826-ban tatarozták. A háború során tönkrement harangja 1677-ből való volt. Másik harangja 1799-ben készült a kolozsvári Andrásovszky műhelyében.

#### Tordaszentlászlói templom
Árpád-kori templomát a 14. században gótikus stílusban átépítették.
A reformáció korától túlnyomó részt református falu mai temploma 1888-ban épült a régi templom lebontásakor. A szószék koronáján látható virágmotívumokat Gyalui Asztalos János készített 1740-ben.

#### Szászfenesi templom
14. századi Római katolikus temploma az egykori román stílusú egyhajós templom átépítése után gótikus stílusú lett. A szentély barokk boltozata, a kórus és a torony felső emelete már a 18. században épült. A templomhajó északi és déli oldalfalán megmaradt – bibliai eseményeket ábrázoló – falfestmények a 14 – 15. századból maradtak ránk.

#### Magyarlónai templom
A falunak 15. századi gótikus református temploma van, melyet 1828-ban átépítettek. 1750-1751-ben készült a festett kazettákból álló mennyezet, és a templom festett bútorzata, melyek Umling Lőrinc keze munkáját dicsérik. Meszelt fala valószínűleg a katolikus időkből való freskókat rejt.

#### Magyarfenesi templom
Az eredetileg a 13. században épült római katolikus templom jelenlegi épülete 19. századi. 1285-ben már állt a Szent Lászlónak szentelt templom, ebben az időben püspöki tulajdonban volt.
Nagyon értékes a templom 14. századi freskója, melyek feltárása a mai napig tart.
A freskókat feltételezések szerint a Kolozsvári Testvérek, Márton és György – a híres sárkányölő Szent György szobor alkotóinak – apja, Miklós készítette.
A keleti falon Jézus kereszthalálát láthatjuk, Mária és Keresztelő Szent János társaságában.
Középen Veronika kendője, jobboldalt a sírjában álló halott Krisztus látható.
A falakat a 17. század elején lemeszelték, és csak 1935-ben tárták fel az első részlet töredékeket.

#### Magyarlétai templom
15. századi templomát a reformátusok a 18. században átépítették. 1868-ban leégett a templom és a papilak és csak a múlt század elején építették fel újra.

#### Györgyfalvi templom
Jelenlegi római katolikus temploma a reformációt követően a reformátusoké, majd 1748-tól ismét a katolikusoké lett. 1570-ben átépítették. A templomban több középkori építészeti részlet maradt fenn (kőkeretes ablak, sekrestyeajtó, a toronyaljba falazott kőkeretes nyílás). Tornyának, melynek tetejét hagyma alakú sisak zárja le, három harangja van.
Református temploma 1887-ben, tornya 1912-ben épült.

## Kalotaszeg görögkatolikus és ortodox román templomai

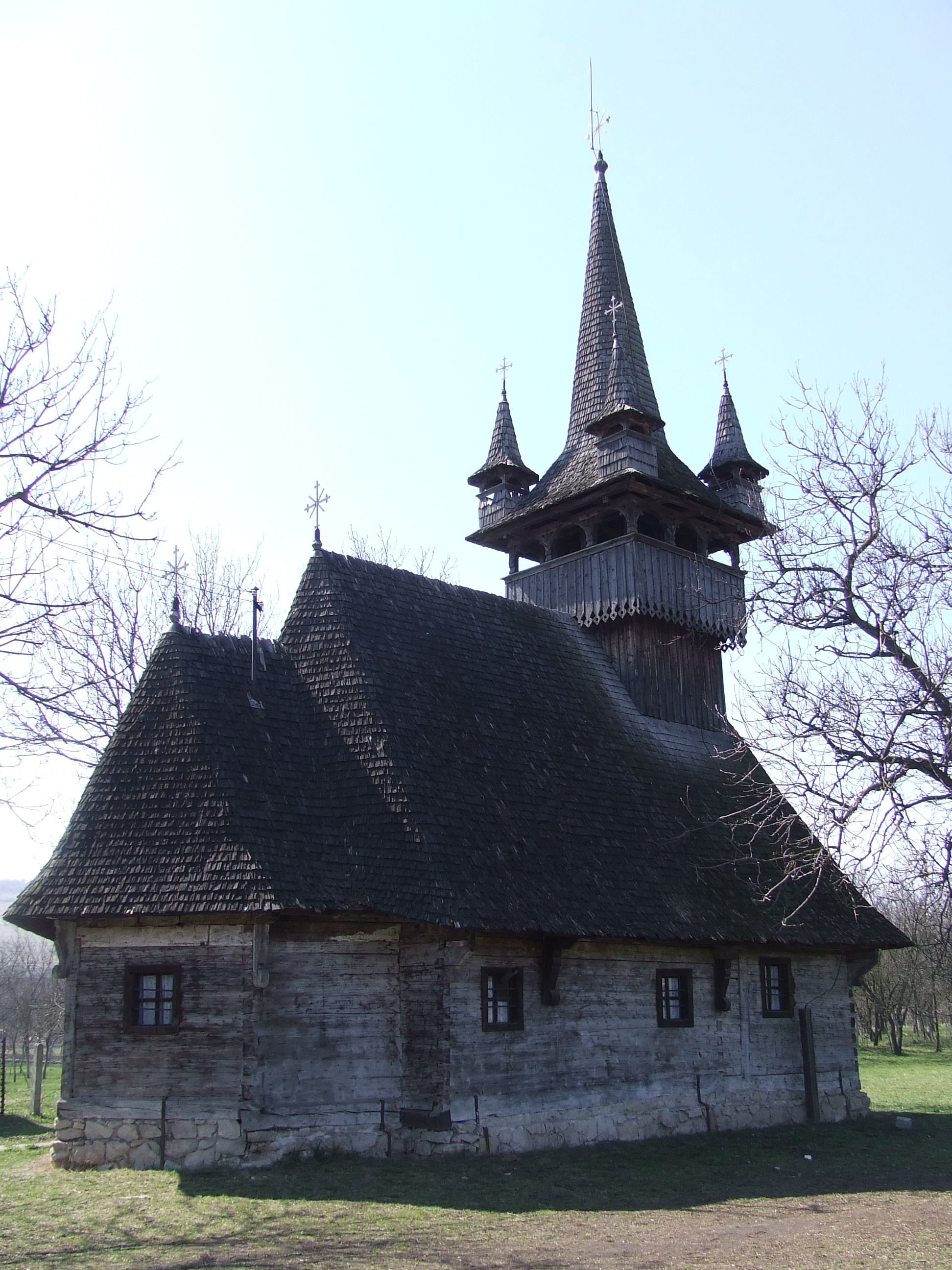
Magyarvalkói régi ortodox fatemplom

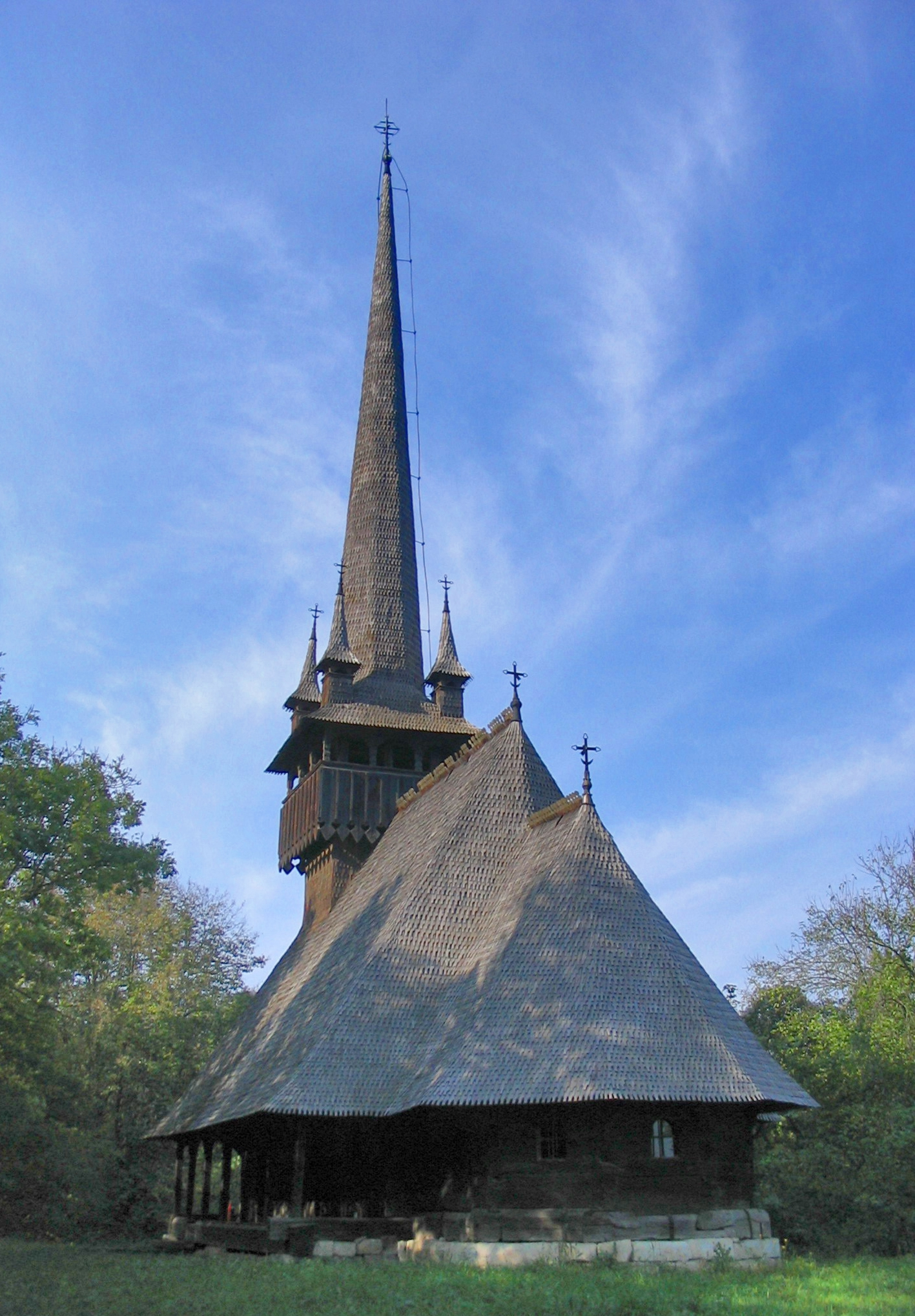
Nagypetri régi görögkatolikus fatemploma

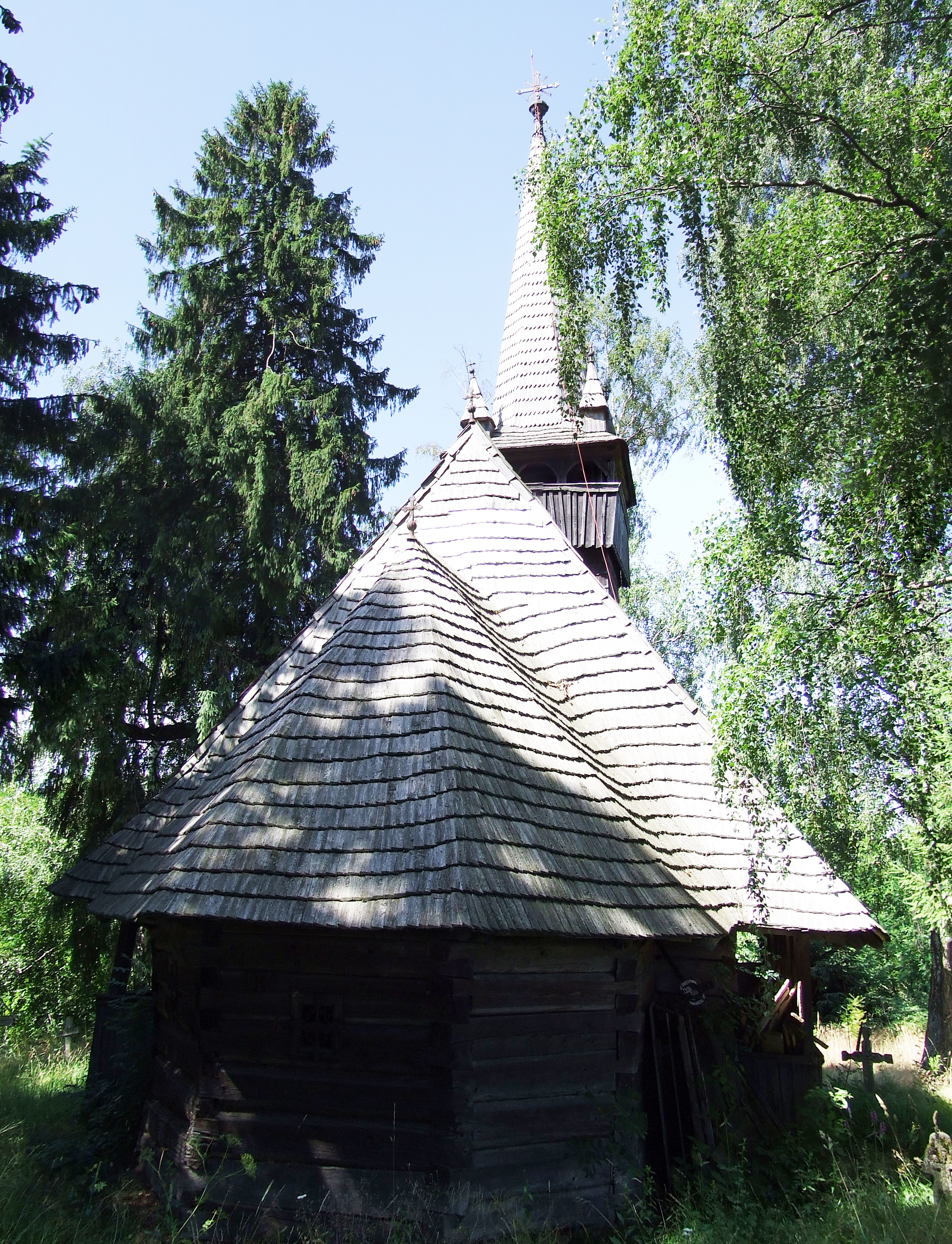
Gyerőfidongói régi ortodox fatemplom

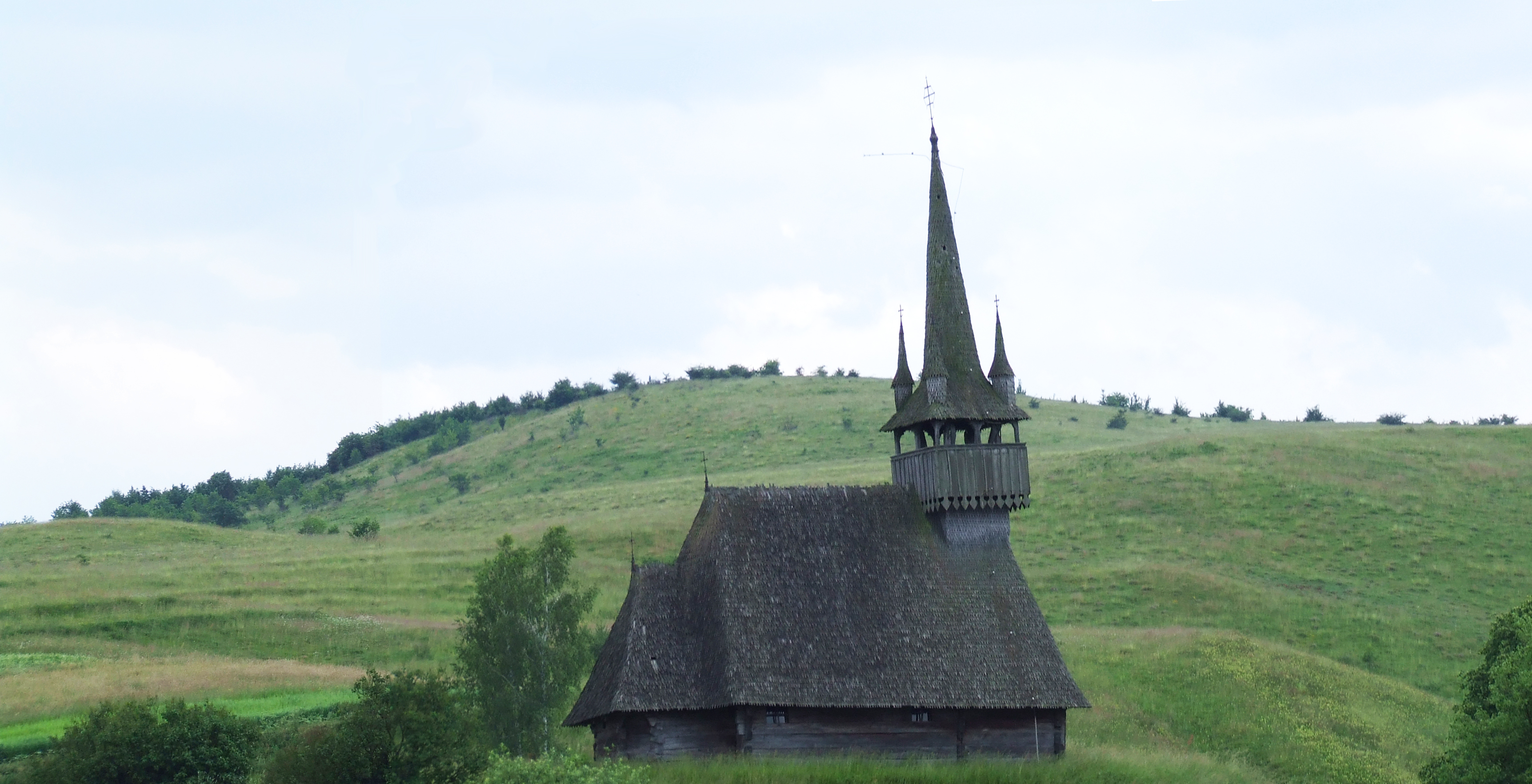
Gyerőfalvi régi ortodox fatemplom

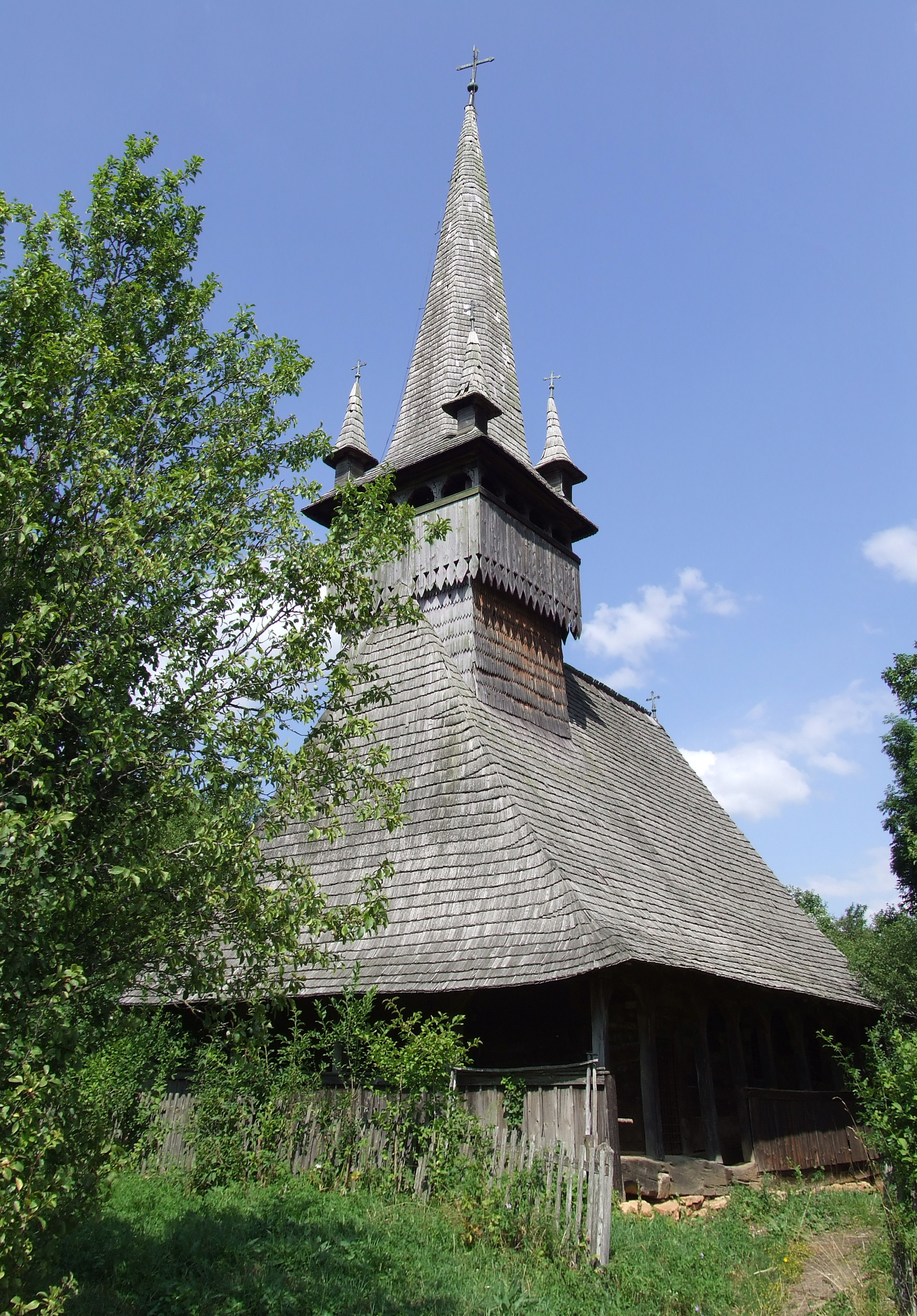
Egerbegyi régi ortodox fatemplom

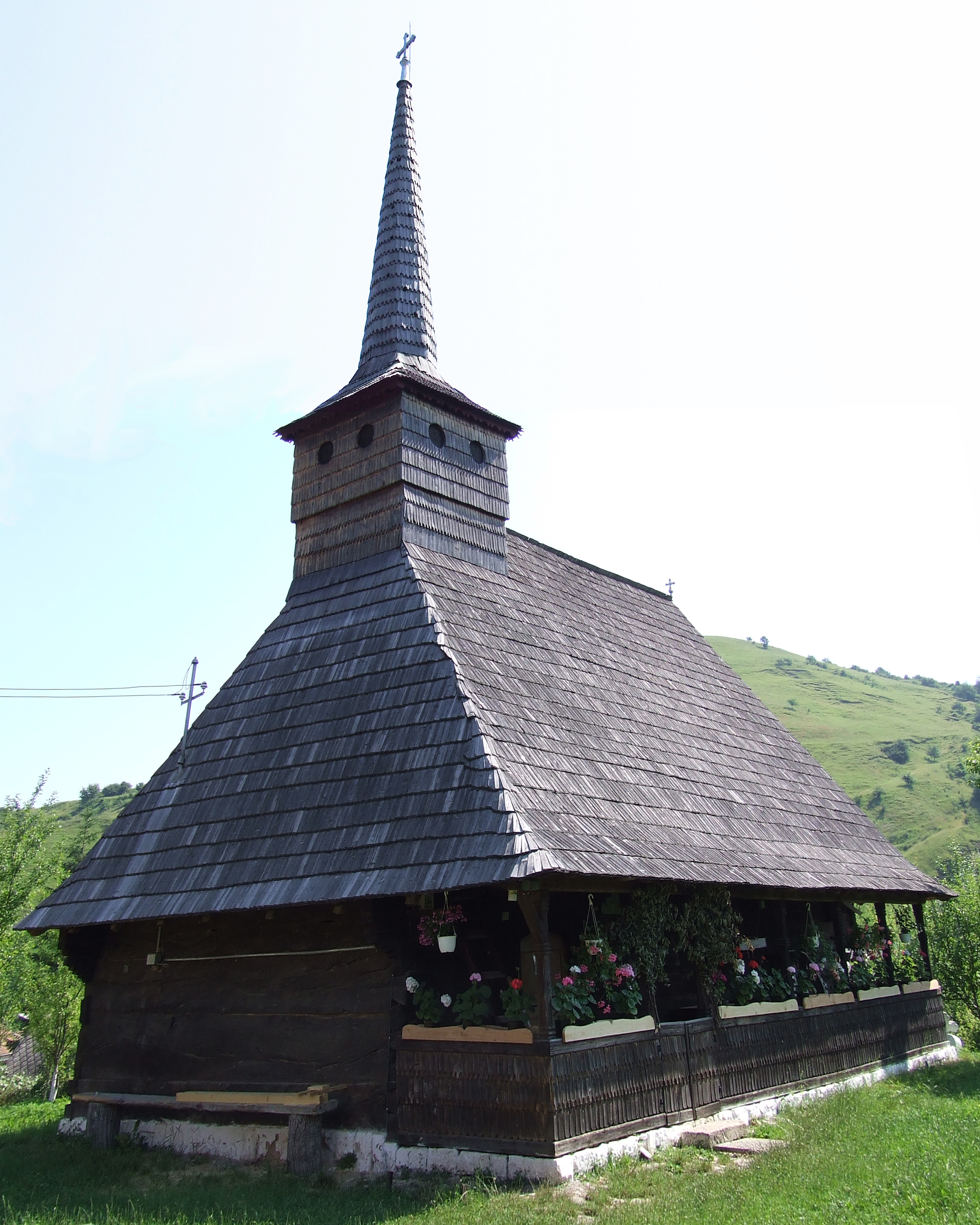
Kolozstótfalu régi görögkatolikus fatemploma

### Kalotaszeg

#### Magyarvalkói régi ortodox templom
A magyarvalkói régi ortodox fatemplomot 1780-ban építették Szent Mihály arkangyal és Szent Gábriel arkangyal tiszteletére és 1931-ben Egeresbe szállították, ahol újból felállították és itt látható mai napig.

#### Nagypetri régi görögkatolikus temploma
Nagypetri 17. századi eredetű temploma valószínűleg 1612-ben épült. A templom egyik érdekessége, hogy három helyen is állt. 1835-ben a falu temetőjében, 1882-ben a papi lak kertjében, majd 1966-tól a kolozsvári Szabadtéri Néprajzi Múzeumban látható.
Belső festményeit Dimitrie Ispas készített 1835-ben.

### Kalotaszeg peremvidéke

#### Gyerőfidongói régi ortodox fatemplom
A gyerőfidongói régi ortodox fatemplomot 1764-ben építették, majd a jelenleg kő alapra, tölgyfagerendákból épített épületet 1862-ben átépítették. Festményeit Dimitrie Ispas és István nevű segédje készítette 1801-ben.

#### Gyerőfalvi régi ortodox fatemplom
Gyerőfalva Szent Mihály arkangyal és Szent Gábriel arkangyal tiszteletére állított négy fiatornyos, fazsindellyel borított templomát a 18. században építették. Festményeit 1809-ben készítette Dimitrie Ispas.

#### Egerbegyi régi ortodox fatemplom
Az egerbegyi ortodox fatemplomot valószínűsíthető, hogy a 17. század második felében állították. Elképzelhető, hogy a templomot a közeli Bánffydongó faluból vásárolták. Belső festményeit 1801-ben és 1818-ban, a gyalui Dimitrie Ispas készítette.

#### Kolozstótfalui régi görögkatolikus fatemplom
Kolozstótfalui Szent Mihály arkangyal és Szent Gábriel arkangyal tiszteletére szentelt templom építésének éve ismeretlen, feltételezések szerint a 16. századból való, és elképzelhető, az is, hogy az Arad megyei Kislesen (románul Leștioara) készült és csak 1829-ben telepítették át. Belső festését Dimitrie Ispas és fia készített. Az oltár kép 1793-ból való.

## Lásd még
- Kolozs vármegye
- Kalotaszeg
- Kalotaszegi festőasztalosok